# Río Pedja
El río Pedja (en estonio: Pedja jõgi) es el cuarto río más largo de Estonia. Nace cerca de Simuna, en la ladera sur de la meseta de Pandivere. El río recorre 122 km a través de los condados de Lääne-Viru, Jõgeva y Tartu antes de unirse al Emajõgi al noreste del lago Võrtsjärv.
El último tramo de 4 km del río, tras su confluencia con el Põltsamaa, se conoce como Pede. El mayor asentamiento a orillas del río es Jõgeva. El Pedja también da origen al nombre de la Reserva Natural Alam-Pedja, una extensa zona protegida en el curso bajo del río.